# Hohner

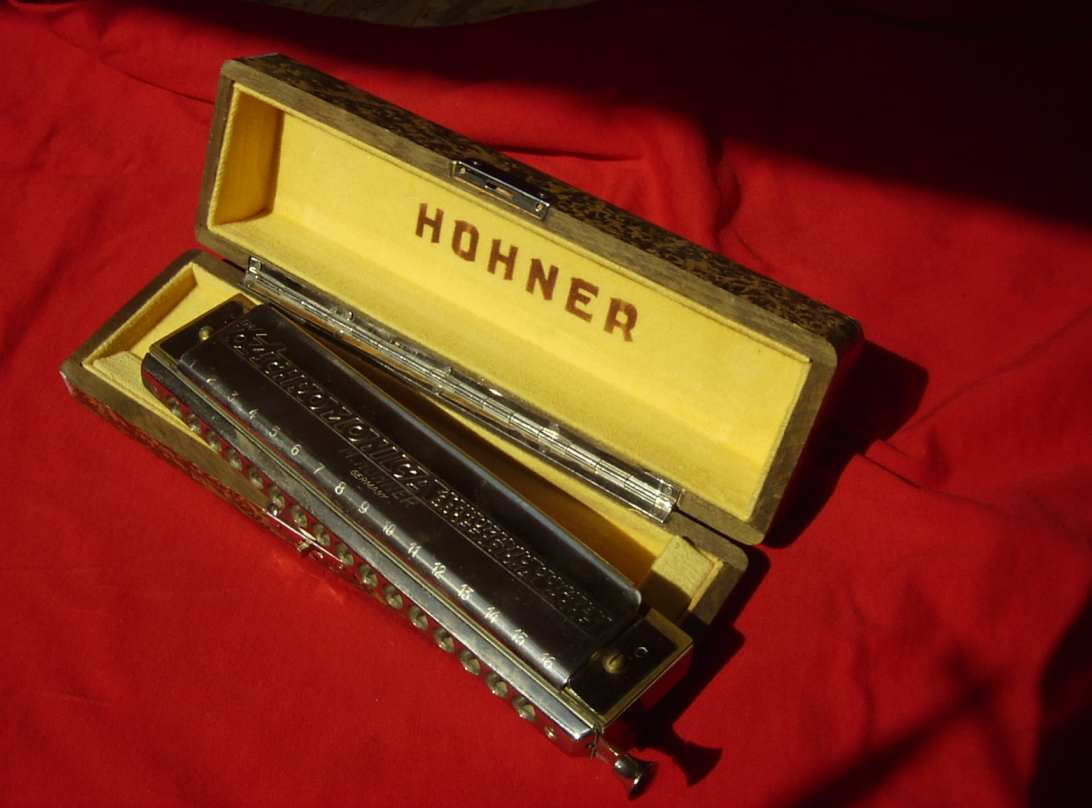
Гармоніка

Hohner, Гонер — німецьке підприємство, виробник музичних інструментів. Компанія була заснована Матаасом Гонером у 1857 році. Компанія відома своїми губними гармоніками (виготовляється приблизно 1 млн інструментів щороку) й акордеонами. Також виробляють казу, блокфлейти, мелодичні гармоніки. У минулому Hohner займались також виготовленням гітар, бас-гітар та гавайських гітар (під маркою Lanikai).
В Україні бренд представлений компанією Acropolis, доступний сайт українською мовою.
Корені підприємства знаходяться у Троссінґені (Баден-Вюртемберг).